# Заросляк інкійський
Заросляк інкійський (Atlapetes melanopsis) — вид горобцеподібних птахівродини Passerellidae. Ендемік Перу.

## Опис
Завдовжки сягає 17,5 см. Голова чорна, на лобі та тімені бліда рудувато-охриста смуга. Верхня частина тіла тьмяна зеленувато-сіра, крила і хвіст темніші. Нижня частина тіла темно-оливкова з жовтуватим відтінком. Дзьоб чорний, райдужка темно-коричнева, лапи сірі.

## Поширення і екологія
Інкійські заросляки є ендеміками Перу. Ареал обмежений невеликим районом Центрального хребта Перуанських Анд, в долині річки Мантаро, на півночі Уанкавеліки, на півдні Хуніну і на північному сході Аякучо. Птах мешкає серед сухих, відкритих заростей чагарника, в ярах на висоті від 2480 до 3400 м над рівнем моря.

## Збереження
МСОП вважає цей вид таким, що знаходиться під загрозою зникнення. Популяцію оцінюють у 1500-7000 птахів.